# Yoshizo Machida
Yoshizo Machida (町田嘉三, Machida Yoshizō; Ibaraki, 29 de janeiro de 1946) é um carateca japonês, naturalizado brasileiro, pai do também Karateca e Bicampeão de meio-pesados pelo UFC 98 e 104,  Lyoto Machida.Iniciou seus treinamentos em 1961 tendo treinado com os mestres Togushi, Nakayama, Nishiyama, Watanabe, Masahiko Tanaka e Takahashi Yoshimasa. Imigrou para o Brasil em 1968, erradicando-se na cidade de Belém do Pará, onde fundou uma Associação de Artes Marciais (APAM), uma das mais renomadas escolas de defesa pessoal do Brasil.
Aos 19 anos foi campeão de Kumite no Torneio da Ilha de Okinawa. Sensei Machida treina karatê porque gosta e diz que se deve treinar para vencer a si próprio (Força do Espírito). Atualmente é o presidente de honra da JKA Brasil, tendo recebido o título de 8° Dan, um reconhecimento internacional da JKA (Japan Karate Association) destinado a pessoas com trajetórias notáveis nesta arte marcial. O diploma foi entregue ao sensei, no dia 16 de Fevereiro de 2019, em uma cerimônia realizada pela Matriz Hombu Dojo JKA na cidade de Tóquio, no Japão e também 8° Dan da Federação Internacional de Karatê Tradicional (ITKF).
Diferente de outros títulos dentro deste esporte, não há exame de graduação para ser 8º Dan. O título é recomendado por um comitê de mestres japoneses apenas para pessoas com mais de 60 anos que sejam notáveis no caminho do karatê. Em solo nacional, Machida é o segundo mestre carateca a receber esta certificação.
"O 8º Dan reforça o reconhecimento internacional do trabalho realizado nos últimos anos para a propagação e valorização do karatê no Brasil", destacou Machida.
Reside há mais de 30 anos em Belém, estado do Pará, onde ministra aulas de artes marciais. Anteriormente, Yoshizo Machida treinava no estado da Bahia, em parceria com o baiano Denilson Caribé. Além de ser mestre em Karatê, Yoshizo é 3° Dan de Aikido.

## Feitos de Yoshizo Machida
Em 1966, no 1° Campeonato em Okinawa, foi campeão em kumite. No ano seguinte, no Campeonato do Japão (na categoria de Universidade), foi campeão de Kata e 3° lugar de luta.
Em abril de 1968 chegou ao Brasil, em Belém, a capital do Pará. Já em 1970, no Campeonato Olimpíada em Brasília, foi campeão de kumite e kata.
Em seguida, participou em 1971 do II Campeonato Brasileiro de Karatê, em Brasília, exercendo a função de Técnico da Seleção Baiana. Foi o segundo colocado em Kumite e Kata.
Em 1972 e 1973 participou do III e IV Campeonato Brasileiro (Rio de Janeiro), exercendo a função de técnico da Seleção Baiana, sendo campeão geral em ambas as edições. O ano de 1973 foi muito importante para Sensei Machida, pois participou do campeonato Panamericano (Rio de Janeiro), exercendo a função de técnico da Seleção Brasileira, alcançando o 2° Lugar. Ainda participou do Campeonato Mundial de Karatê Shotokan em Tóquio, no Japão, sendo o segundo colocado e, a partir de 1975, atuou como árbitro em inúmeros campeonatos.
Em 1987 afastou-se da Confederação Brasileira de Karatê, para no ano de 1988 fundar a Confederação Brasileira de Karatê Tradicional. Nos dias de hoje é um dos responsáveis pela JKA no Brasil. Desenvolveu a arte marcial brasileira Karatê Machida, estilo que moldou o perfil profissional de seu filho Lyoto, no MMA.